# Drapelul Antiguei și Barbudei

Drapelul Antiguiei şi Berbudei

Proporția drapelului 2:3
Drapelul Antiguei și Barbudei.